# Judentracht

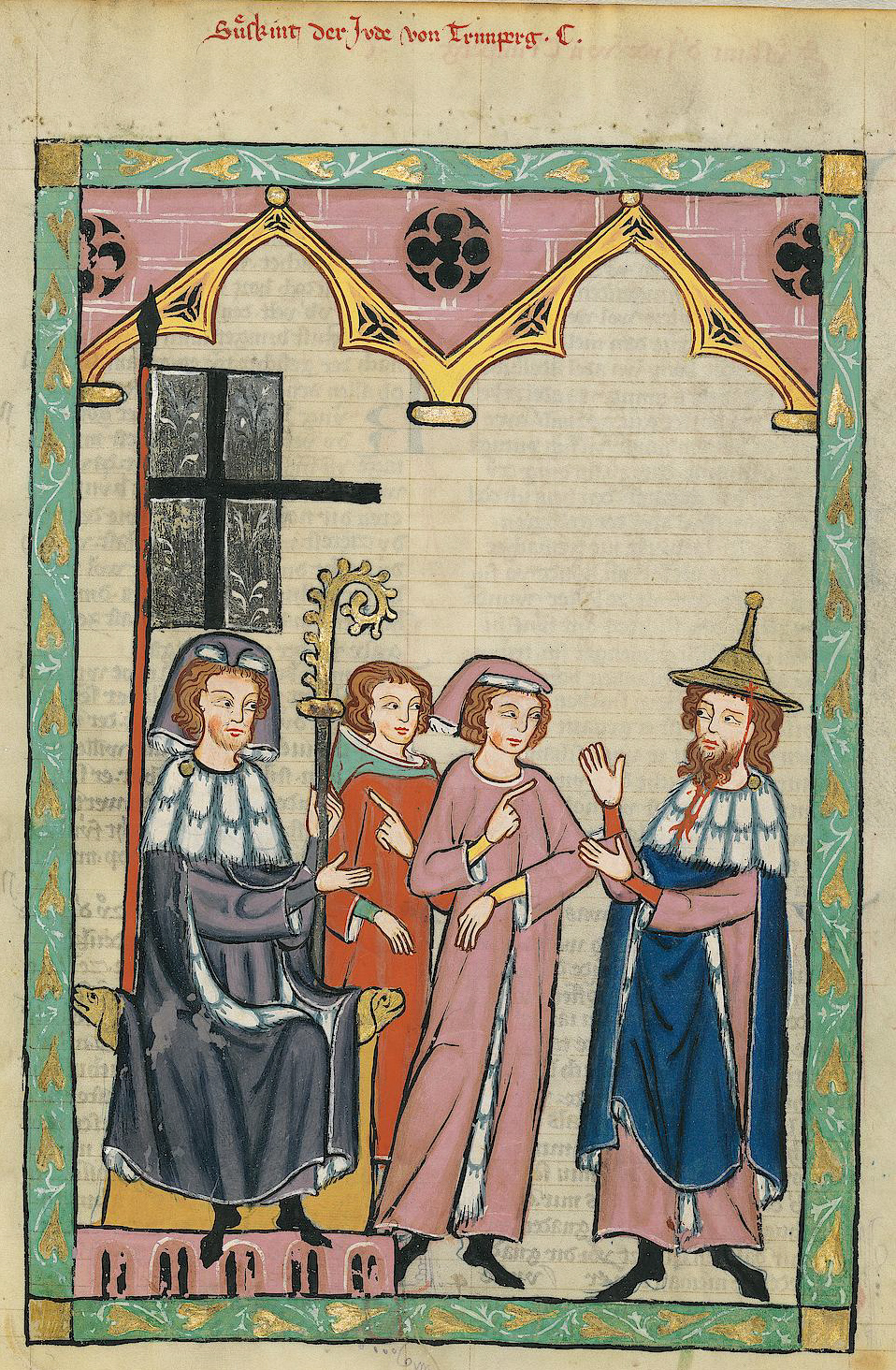
Der jüdische Spruchdichter Süßkind von Trimberg (Codex Manesse, 14. Jh.)

Der Begriff Judentracht ist eine Bezeichnung für die spezielle Kleidung, die Juden in vielen europäischen Ländern seit dem Mittelalter vorgeschrieben wurde, um sie von der übrigen Bevölkerung zu unterscheiden.
Schon 1180 wurden deutsche Juden dazu verpflichtet, einen gelben spitzen Hut, den „Judenhut“, zu tragen. Er war bis ins 16. Jahrhundert üblich. Das Vierte Lateranische Konzil beschloss im Jahr 1215 (zur Zeit von Papst Innozenz III.), abweichende Kleidung zur Kennzeichnung Andersgläubiger einzuführen. Den Juden wurden daraufhin in zahlreichen europäischen Ländern ein gelber Fleck oder Ring aus Stoff vorgeschrieben, der an der Brust zu tragen war.
Diese so genannte Judentracht wird auch in vielen Komödien des 16. Jahrhunderts thematisiert.